# 140e centre d'opérations spéciales
Le  140e centre d'opérations spéciales (MU A0661) est une unité militaire ukrainienne stationnée à Khmelnytskyi en Ukraine.

## Historique
C'est la première unité non OTAN à être certifiée, en 2019, pour participer à des opérations spéciales dans le cadre du traité de l'Atlantique. Elle combat, lors de l'invasion de l'Ukraine par la Russie lors de la libération de l'oblast de Kiev : Boutcha, Hostomel, Borodyanka.

### Décorations
Le 29 juillet 2022, le président Zelenskyy, a décerné à l'unité l'Ordre « pour le Courage ».

### Personnalités liées
- Capitaine Dan Kolisnyk, mort au combat le 26 octobre 2014 lors d'une opération lors de la Bataille pour le 32e barrage.